# بيتر فوكس
بيتر فوكس (بالإنجليزية: Peter Fox)‏ (5 يوليو 1957 في المملكة المتحدة - ) هو مدرب كرة قدم ولاعب كرة قدم بريطاني في مركز حراسة المرمى. لعب مع ستوك سيتي وشيفيلد وينزداي ونادي إكزتر سيتي ونادي بارنسلي ونادي ريكسهام ونادي لينفيلد وTeam Hawaii ‏.

## وصلات خارجية
- بيتر فوكس على موقع قاعدة بيانات كرة القدم.إي يو (الإنجليزية)
- بيتر فوكس على موقع Soccerbase.com (لاعب) (الإنجليزية)
- بيتر فوكس على موقع Soccerbase.com (مدرب) (الإنجليزية)